# سوق العكن (مناخة)

تعديل مصدري - تعديل

سوق العكن هي إحدى قرى عزلة حصبان بمديرية مناخة التابعة لمحافظة صنعاء، بلغ تعداد سكانها 261 نسمة حسب تعداد اليمن لعام 2004.